# Philip Larkin
Philip Arthur Larkin, CH, CBE, FRSL (9 d'agost de 1922 - 2 de desembre de 1985) fou un poeta, bibliotecari, novel·lista i crític de jazz britànic. El 1945 va publicar el seu primer llibre de poesia, El vaixell del nord, el qual van seguir dues novel·les, Jill (1946) i Una noia a l'hivern (1947), però va adquirir notabilitat en 1955 amb la publicació de la seva segona col·lecció de poemes, Un engany menor, seguit per Les noces de Pentecosta (1964) i Finestrals (1974). Entre 1961 i 1971, va treballar de crític de jazz al diari The Daily Telegraph (els seus articles van ser compilats posteriorment a All What Jazz: Escrits sobre jazz 1961-1971, de 1985), i va editar The Oxford Book of Twentieth-Century English Verse (1973). Va rebre diversos honors, inclosa la Queen's Gold Medal for Poetry. El 1984, després de la mort de John Betjeman, li va ser oferta la posició de poeta llorejat del Regne Unit, la qual va rebutjar. És considerat per la crítica com un dels poetes anglesos més aclamats de la segona meitat del segle xx.
Després de graduar-se a Oxford el 1943 en anglès i literatura anglesa, Larkin va començar a treballar com a bibliotecari. Durant els trenta anys en què va exercir com a bibliotecari universitari a la Biblioteca Brynmor Jones de la Universitat de Hull va produir la major part de la seva obra publicada. Segons el poeta anglès Andrew Motion els poemes de Larkin estan marcats per una «exactitud malenconiosa i molt anglesa» a l'hora de tractar les emocions, els llocs i els relacions. Eric Homberger considerà que Larkin era «el cor més trist en el mercat de postguerra», i el mateix Larkin va dir que la pobresa era per a ell el que els narcisos eren per a Wordsworth. Influenciat per W. H. Auden, W. B. Yeats i Thomas Hardy, els seus poemes estan formats per versos molt estructurats però flexibles. Jean Hartley, l'exdona de l'editor del poeta, George Hartley (The Marvell Press) els va descriure com «una barreja estimulant de lirisme i insatisfacció», tot i que l'antòleg Keith Tuma va assegurar que hi ha més en l'obra de Larkin que el que suggereix la seva reputació de pessimista adust.
La personalitat pública de Larkin era la d'un anglès solitari i insensat a qui no li agradava la fama i que no tenia paciència per als embolics de la vida literària pública. El 1922, quan el poeta i escriptor Anthony Thwaite va publicar de manera pòstuma les seves cartes, es va generar una controvèrsia sobre la seva vida personal i les seves opinions polítiques, descrita per John Banville com a esgarrifosa, però també divertida fins a cert punt. La historiadora britànica Lisa Jardine el va descriure com un «racista empedreït i misogin», però l'acadèmic John Osborne va sostenir en 2008 que «el pitjor que van poder descobrir sobre Larkin van ser algunes cartes grolleres i que li agradava el porno més suau que el que entreté les masses». Malgrat la controvèrsia, va ser triat en una enquesta de 2003 (gairebé dues dècades després de la seva mort) organitzada per la Poetry Book Society com el poeta més aclamat dels últims cinquanta anys, i el 2008 The Times el va qualificar com el millor poeta de postguerra de la Gran Bretanya.
El 2010, vint-i-cinc anys després de la seva mort, la ciutat on vivia Larkin, Kingston upon Hull, el va commemorar amb el Festival Larkin 25. El festival va culminar el 2 de desembre, el dia del vint-i-cinquè aniversari de la seva mort, amb la inauguració d'una estàtua erigida en el seu honor i esculpida per Martin Jennings.

## Primers anys i educació
'You look as if you wished the place in Hell,'

My friend said, 'judging from your face.' 'Oh well,

I suppose it's not the place's fault,' I said.

'Nothing, like something, happens anywhere.'

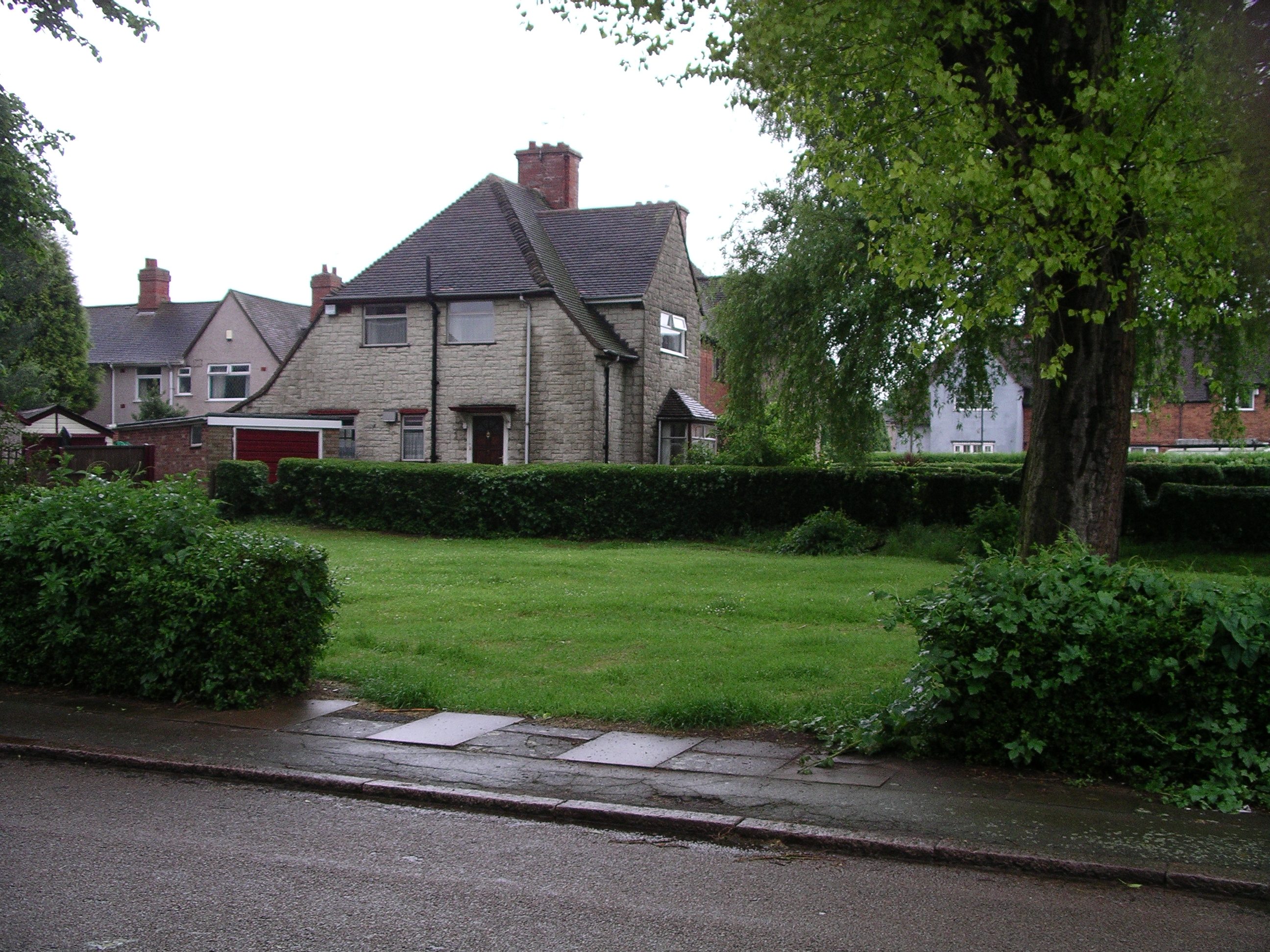
L'antiga Casa dels Pares de Larkin, a Radford.

Philip Larkin va néixer el 9 d'agost de 1922 a Coventry, com a únic home i fill menor del matrimoni entre Sydney Larkin (1884-1948), natiu de Lichfield, i la seva esposa, Eva Emily Day (1886-1977) d'Epping. La família va viure a Radford, Coventry fins que Philip va fer els cinc anys, quan es va mudar a una casa gran de tres pisos, amb dependències per a criats, propera a l'estació de trens de Coventry i a l'Escola Rei Enric VIII, a Manor Road. En la dècada del 1960, després d'haver sobreviscut als bombardejos durant la Segona Guerra Mundial, la seva antiga casa de Manor Road va ser demolida com a part d'un programa de modernització de carrers. La seva germana Catherine, que rebia el sobrenom de Kitty, era deu anys més gran que ell. El seu pare, un home que havia arribat a ser tresorer de la ciutat de Coventry pels seus propis mitjans, era un individu singular, «desil·lusionat nihilísticament a l'edat mitjana», amant de la literatura i simpatitzant entusiasta de l'nazisme: va assistir a dos dels congressos de Nuremberg a mitjans de la dècada del 1930. Des de petit, li va llegir al seu fill les obres d'Ezra Pound, T. S. Eliot, James Joyce i en especial les de D. H. Lawrence. La seva mare era una dona nerviosa i passiva, «una mena de ser defectuós, l'ideal de la qual és 'patir un col·lapse' i que es facin càrrec d'ella», dominada pel seu marit.
Els primers anys de vida de Larkin van ser poc comuns en certs aspectes: va rebre l'educació primària a casa fins que va complir vuit anys, instruït per la seva mare i la seva germana, la família mai rebia visites de parents o amics, i en aquesta època es va tornar tartamut. No obstant això, quan va començar a assistir a l'Escola Primària Rei Enric VIII a Coventry es va adaptar de seguida i va travar amistats íntimes i duradores, amb companys com James «Jim» Sutton, Colin Gunner i Noel «Josh» Hughes. Tot i que la relació amb la seva família era relativament freda, els seus pares el recolzaven. Per exemple, en descobrir la seva profunda passió pel jazz, li van comprar una bateria i un saxofon, i el van subscriure a la revista nord-americana de  jazz Down Beat. De l'escola primària va passar a l'Escola Secundària Rei Enric VIII, en la qual va obtenir amb prou feines el seu certificat d'estudis als setze anys. Malgrat les seves qualificacions, se li va permetre continuar a l'escola, dos anys més tard va obtenir distincions en anglès i història, i va aprovar els exàmens d'ingrés per al St John's College, d'Oxford, per estudiar anglès.
Larkin va començar a Oxford a l'octubre de 1940, un any després de l'esclat de la Segona Guerra Mundial. Les antigues tradicions classistes de la universitat havien disminuït, almenys durant aquesta època, i la majoria dels homes aspiraven a obtenir títols truncats per la guerra. Larkin no va passar el seu examen mèdic militar a causa de la seva mala visió, pel que va poder estudiar durant els tres anys corresponents a la universitat. A través del seu tutor, Norman Iles, va conèixer Kingsley Amis, qui va encoratjar el seu gust pel ridícul i la irreverència i que seria el seu amic durant la resta de la seva vida. Amis, ell mateix i altres amics de la universitat van formar un grup que van denominar «Els Set», que es reunia per discutir les seves poesies, escoltar jazz i beure amb entusiasme. Durant aquesta època va tenir la seva primera interacció social veritable amb el sexe oposat, però no va realitzar avenços romàntics. El 1943, es va presentar als seus exàmens finals i, després d'haver dedicat molt temps a la seva literatura personal, es va sorprendre gratament quan va rebre un títol de graduat de primera classe.

## Principis de la seva carrera
Why should I let the toad work

 Squat on my life?

Can't I use my wit as a pitchfork

 And drive the brute off?

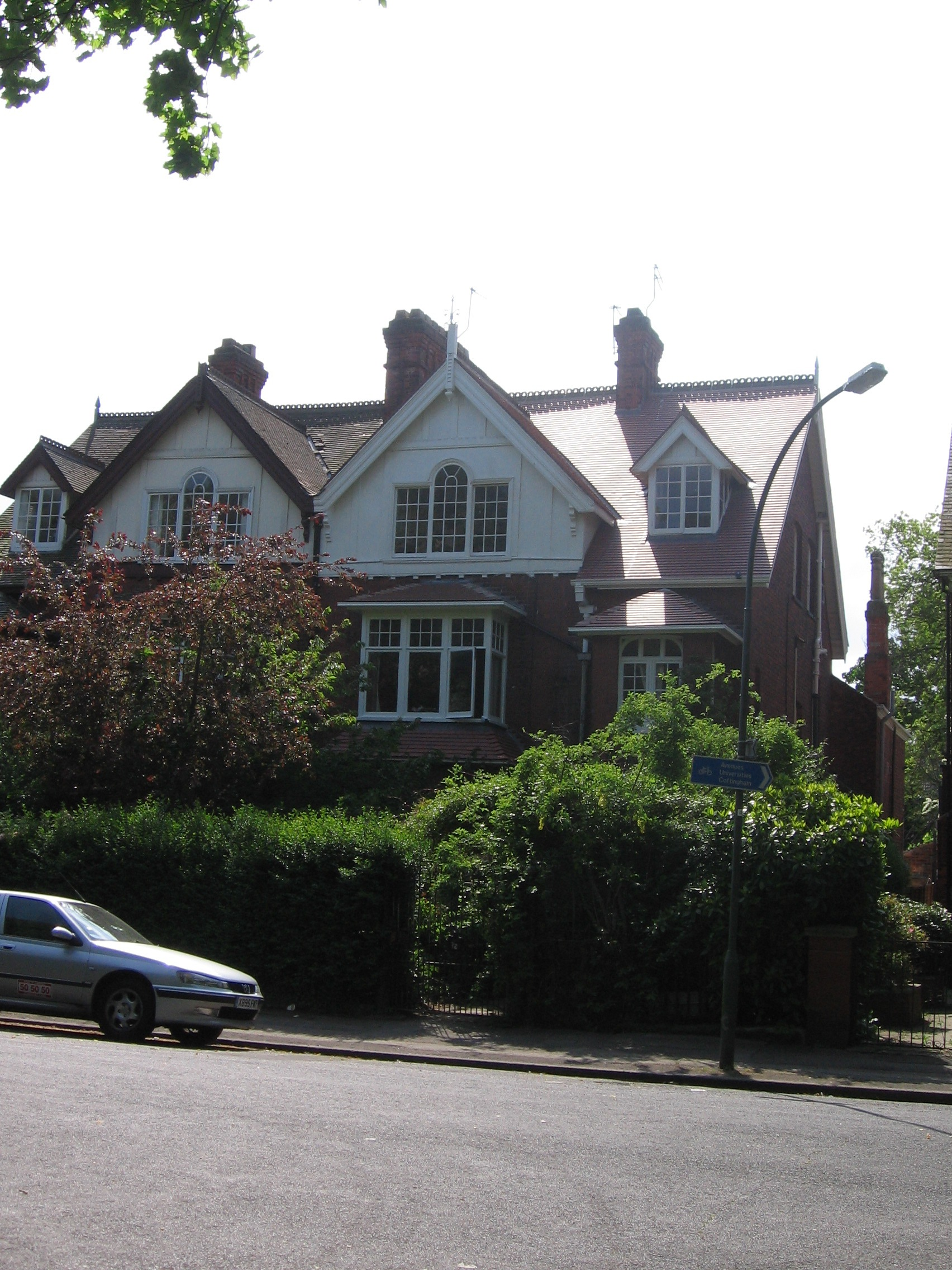
L'apartament a Hull on Larkin va viure entre 1956 y 1974.

En la tardor de 1943, Larkin va començar a treballar com a bibliotecari a la biblioteca pública de Wellington, Shropshire. A la primavera de l'any següent va conèixer allà la seva primera xicota, Ruth Bowman, una estudiant de secundària de setze anys. En la tardor de 1945, Ruth es va mudar a Londres per continuar els seus estudis en el King's College, durant les seves visites a la ciutat, la seva amistat es va convertir en una relació romàntica. Cap a juny de 1946, Larkin era a mig camí de ser reconegut com a membre de l'Associació de Bibliotecaris i treballava com a bibliotecari auxiliar a la Universitat de Leicester. Les visites del seu amic Kingsley Amis i les seves reunions a la sala comuna de la universitat van inspirar Amis a escriure Lucky Jim (1959), la novel·la que el va fer famós i en la gestació de la qual el poeta va col·laborar considerablement. Sis setmanes després de la mort del seu pare per càncer, al març de 1948, Larkin va proposar matrimoni a Ruth, i aquest estiu la parella va passar les vacances al Wessex de Thomas Hardy.
Al juny de 1950, Larkin va ser contractat com a bibliotecari auxiliar a la Universitat Queen's de Belfast, un lloc que ocuparia el setembre del mateix any. Abans de la seva partida, Ruth i ell es van separar. En algun moment entre que va obtenir la feina a Queen's i el final del seu compromís amb Ruth, la seva amistat amb Monica Jones, una professora d'anglès a Leicester, també es va convertir en una relació amorosa. Va passar cinc anys a Belfast, que semblen haver estat els més feliços de la seva vida. Mentre continuava la seva relació amb Jones, també va tenir «el romanç eròtic més satisfactori de la seva vida» amb Patsy Strang, que en aquest moment es trobava en un matrimoni obert amb un altre bibliotecari. En un moment donat, ella es va oferir a deixar el seu marit per casar-se amb ell, però, des de l'estiu de 1951 en endavant, Larkin sempre va estiuejar al costat de Jones en diversos llocs de les Illes Britàniques. A Belfast també va tenir una amistat significativa, tot i que no romàntica, amb Winifred Arnott (que va inspirar el poema «Línies sobre l'àlbum fotogràfic d'una jove») que va acabar quan ella es va casar el 1954. Aquest va ser el període durant el qual li va donar nombrosos consells a Kingsley Amis sobre la composició de Lucky Jim. Amis va pagar el deute dedicant-li el llibre acabat.
El 1955, Larkin va començar a treballar com a bibliotecari a la biblioteca de la Universitat de Hull, una ocupació que conservaria fins a la seva mort. Durant el seu primer any va viure a bedsits, un tipus d'allotjament comú a Gran Bretanya que consisteix en una habitació individual amb bany compartit. El 1956, quan tenia 34 anys, va llogar un apartament independent en l'últim pis de 32 Pearson Park, una casa de tres plantes de maó vermell amb vista al parc, antigament el Consolat nord-americà. Pel que sembla, va ser aquest edifici el que va inspirar el poema «Finestrals». Sobre la ciutat, va comentar: «Mai vaig pensar en Hull fins que vaig arribar aquí. Quan vaig arribar, em vaig adonar que és perfecta per a mi de moltes maneres. Està una mica al límit de les coses, crec que fins i tot els seus nadius dirien això. M'agrada estar al límit de les coses ». En els anys de postguerra, la Universitat de Hull es va expandir considerablement, com moltes altres universitats britàniques en aquest període. Quan va començar a treballar allà, estaven avançats els plans per a una nova biblioteca universitària. Va fer un gran esforç en pocs mesos per familiaritzar-s'hi abans que fossin sotmesos al Comitè de Subvencions Universitàries; va suggerir diverses esmenes, algunes importants i estructurals, i totes van ser acceptades. La biblioteca es va construir en dues etapes i el 1967 la hi va nomenar Biblioteca Brynmor Jones en honor del vicerector de la universitat.
Un dels col·legues de Larkin a Hull va dir que es convertiria en una gran figura en la biblioteconomia britànica de postguerra. Deu anys després que es va acabar de construir la nova biblioteca, Larkin va crear registres informàtics de la col·lecció completa de llibres i la va convertir en la primera biblioteca d'Europa en tenir instal·lat el GEAC, un sistema automatitzat de circulació en línia. Richard Goodman va escriure que el poeta es va destacar com a administrador, membre del comitè i àrbitre: «Tractava els seus empleats de manera decent, i els motivava. Ho feia amb una combinació d'eficiència, estàndards alts, humor i compassió». Des de 1957 fins a la seva mort, la seva secretària va ser Betty Mackereth. La totalitat de l'accés cap a ell i els seus companys es duia a terme a través d'ella, i va arribar a saber més de la seva vida que qualsevol altre. Durant els trenta anys que va passar allí, l'estoc de la biblioteca es va multiplicar sis vegades i el pressupost va augmentar dotze vegades, des de £ 4500 a 448.500 £.

## Auge de la seva carrera
Dockery, now:

Only nineteen, he must have taken stock

Of what he wanted, and been capable

Of. .. No, that's not the difference: rather how

Convinced he was he should be added to!

Why did he think adding meant increase?

To me it was dilution. 

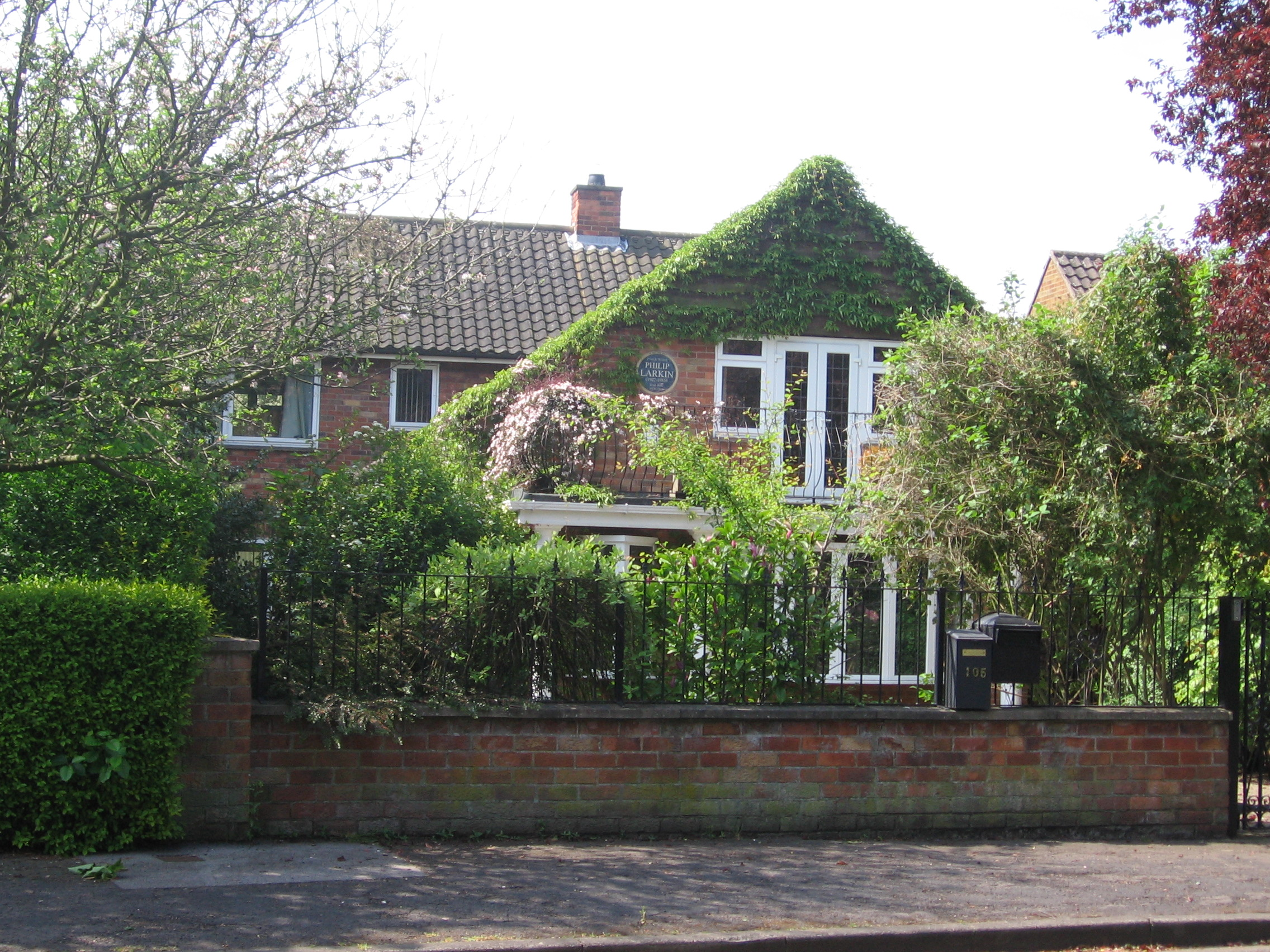
105 Newland Park, Hull va ser la llar de Larkin des de 1974 fins a la seva mort el 1985.

Al febrer de 1961, l'amistat de Larkin amb la seva col·lega Maeve Brennan es va convertir en un romanç, malgrat les fortes creences catòliques d'ella. A la primavera de 1963, Brennan el va persuadir perquè fos amb ella a un ball per al personal de la universitat, tot i que el poeta preferia les reunions més petites. Aquest moment sembla haver estat fonamental en la seva relació, ja que el va plasmar en el seu poema més llarg (i no finalitzat), The Dance. En aquesta època, també després de la insistència de Brennan, Larkin va aprendre a conduir un cotxe, el primer que va tenir en la seva vida: un Singer Gazelle. Mentrestant, Monica Jones, els pares de la qual havien mort a la tardor de 1959, va comprar una casa de vacances a Haydon Bridge, prop de Hexham, que la parella visitaria amb regularitat. El seu poema Show Saturday és una descripció de l'espectacle de Bellingham a la vall North Tyne de 1973.
El 1964, quan estava a punt de publicar Les noces de Pentecosta, Larkin va ser el tema principal d'un episodi del programa d'art Monitor, dirigit per Patrick Garland. El programa, que el mostra sent entrevistat pel seu col·lega, el poeta John Betjeman, en diversos llocs dins i als voltants de Hull, li va permetre tenir un paper significatiu en la creació de la seva pròpia personalitat pública, la que hauria preferit que imaginessin els seus lectors.
El seu paper en la creació de la nova biblioteca Brynmor Jones a la Universitat de Hull havia estat important i demandant. Poc després d'acabar la segona i més gran fase de la construcció el 1969, va poder redirigir les seves energies. A l'octubre de 1970, va començar a treballar en la composició d'una nova antologia, The Oxford Book of Twentieth-Century English Verse (1973). Va obtenir la categoria de visitant a l'All Souls College d'Oxford durant dos cursos acadèmics, cosa que li va permetre consultar la Biblioteca Bodleian d'Oxford, un Biblioteca Nacional. Larkin va ser un dels especialistes més importants en el nou estudi de la poesia de Thomas Hardy, la qual, en comparació dels seus novel·les, havia estat passada per alt, en la seva antologia «idiosincràtica» i «controvertida», Hardy va ser el poeta respectat de manera més generosa. Va incloure trenta-set poemes de Hardy, comparats amb els nou de T. S. Eliot, els altres poetes més representats van ser W. B. Yeats, W. H. Auden i Rudyard Kipling. També va incloure sis dels seus pròpies poesies, el mateix nombre de poemes de Rupert Brooke. En el procés de compilació del volum, s'havia sentit decebut en no trobar més i millors poemes tradicionalistes, el que li va servir de prova per demostrar que el clam pels modernistes havia ofegat les seves veus. Les respostes més favorables a l'antologia van ser les d'Auden i John Betjeman, mentre que la més hostil va ser la de Donald Davie, que va acusar l'autor de «cinisme positiu» i d'encoratjar «el triomf pervers del filisteisme, el culte de l'aficionat i la classe més feble de la identitat anglesa ». Després d'un període inicial d'ansietat per la recepció de la seva antologia, Larkin va gaudir del clam.
El 1971, Larkin va reprendre el contacte amb el seu amic de l'escola Colin Gunner, qui havia tingut una vida picaresca. La seva correspondència mútua subseqüent ha adquirit notorietat, ja que en aquestes cartes «va ser particularment franc sobre les seves opinions polítiques i personals», expressant punts de vista de dreta política i utilitzant llenguatge racista. En el període entre 1973 i 1974, va ser un membre honorari del St John's College d'Oxford i li van ser atorgats tres doctorats honoris causa per part de la Universitat de Warwick, la Universitat de Saint Andrews i la Universitat de Sussex. El gener de 1974, la Universitat de Hull va informar que disposarien de l'edifici a Pearson Park on vivia. Poc després, va comprar una casa apartada de dues plantes construïda durant la dècada de 1950 en un carrer anomenat Newland Park, descrita pel seu col·lega universitari John Kenyon com «un aïllament totalment de classe mitjana». Larkin, que es va mudar a la casa al juny d'aquest any, pensava que la propietat, de quatre habitacions, era «molt distingida» i va assegurar: «No puc dir que és el tipus d'habitatge que és eloqüent de la noblesa de l'esperit humà ».
Poc després de separar-se de Maeve Brennan a l'agost de 1973, Larkin va assistir al servei en memòria de W. H. Auden a Christ Church, Oxford, amb Monica Jones com la seva parella oficial. No obstant això, al març de 1975 va recomençar la relació amb Maeve i tres setmanes després va iniciar un romanç secret amb Betty Mackereth, qui havia estat la seva secretària durant vint anys, i li va escriure el poema «We met at the end of the party». Malgrat les dificultats logístiques de tenir tres relacions alhora, aquesta situació va continuar fins a març de 1978. Des de llavors, ell i Jones van ser una parella monògama.
Al desembre de 2010, com a part de les commemoracions pel vint-i-cinquè aniversari de la seva mort, la BBC va emetre un programa titulat Philip Larkin and The Third Woman (Philip Larkin i la tercera dona) centrat en el seu romanç amb Mackereth, en què ella va parlar per primera vegada sobre la seva relació. El programa va incloure la lectura d'un poema secret descobert recentment, «Dear Jake», i va revelar que Mackereth va ser una de les inspiracions per a les seves obres.

## Últims anys i mort
Being brave

Lets no one off the grave.

Death is no different whined at than withstood.

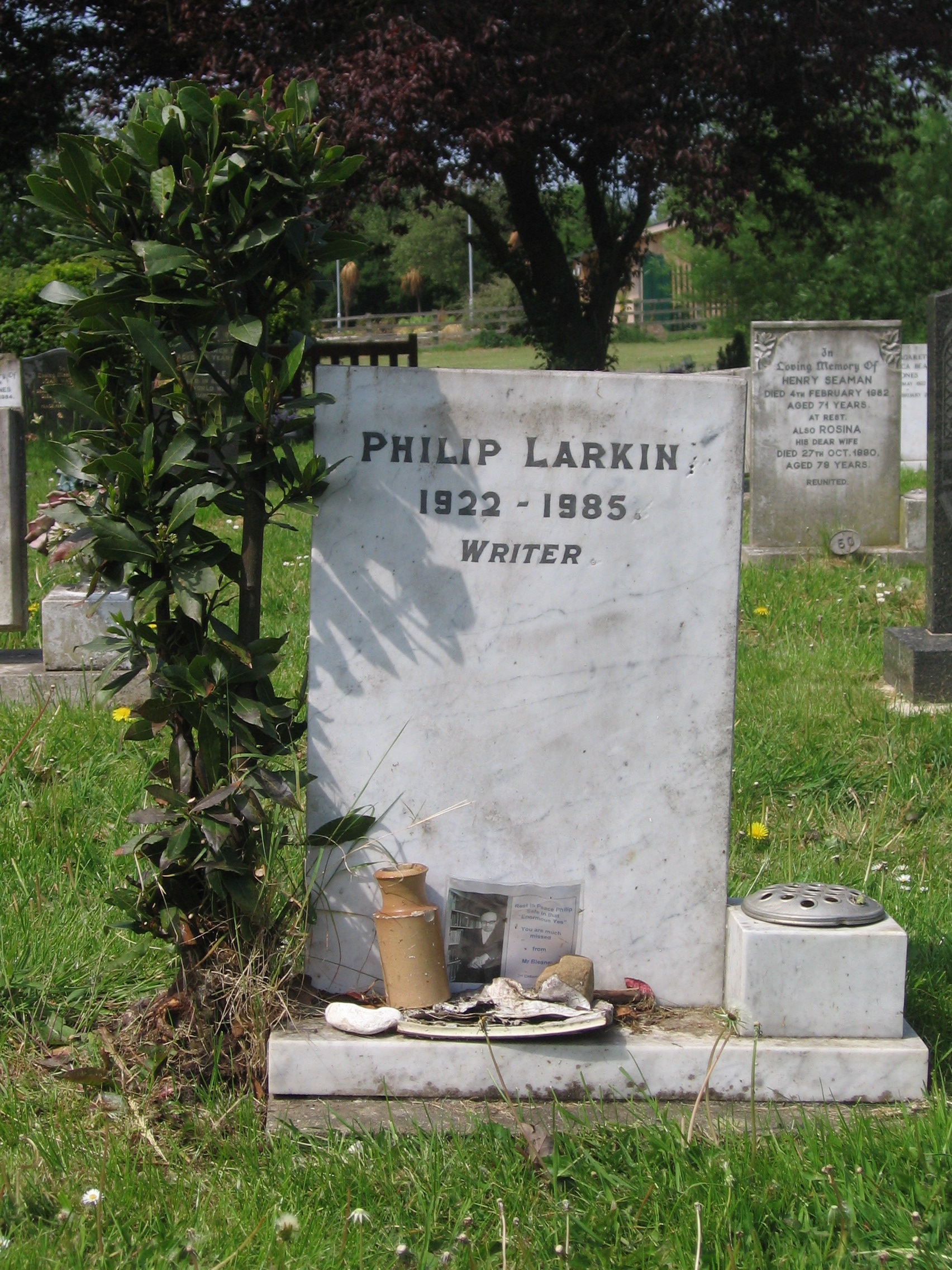
Làpida de la tomba de Larkin al cementiri municipal de Cottingham, Cottingham, Yorkshire de l'Est.

El 1982, Larkin va fer seixanta anys. Va plasmar aquesta fita en una col·lecció d'assajos titulada Larkin at Sixty (Larkin als seixanta), editada per Anthony Thwaite i publicada per Faber and Faber. També es van emetre dos programes de televisió dedicats a ell: un episodi de The South Bank Show presentat per Melvyn Bragg, en el qual Larkin va col·laborar fora de càmera, i un especial de mitja hora de la BBC que va ser dissenyat i presentat pel polític Roy Hattersley.
El 1983, Jones va ser hospitalitzada amb herpes zòster. La gravetat dels seus símptomes, incloent els efectes en els ulls, va omplir d'angoixa el poeta. A mesura que la salut de Monica anava empitjorant, necessitava que algú estigués més per ella: en un mes es va mudar a la casa de Newland Park i va romandre allà durant la resta de la seva vida.
En el servei a la memòria de John Betjeman, que va morir al juliol de 1984, li van oferir a Larkin el lloc de poeta llorejat. Ho va rebutjar, ja que sentia que feia molt de temps que havia deixat de ser un poeta en un sentit significatiu. A l'any següent, va començar a patir de càncer d'esòfag; l'11 de juny es va sotmetre a una operació, però els metges van descobrir que el càncer s'havia estès i que era inoperable. El 28 de novembre va patir un col·lapse i va tornar a ingressar a l'hospital. Va morir quatre dies després, el 2 de novembre de 1985, als 63 anys, i va ser sepultat en el cementiri municipal de Cottingham, prop de Hull. La seva làpida diu «Philip Larkin 1922–1985 Writer» («Philip Larkin 1922-1985 Escriptor»).
Larkin havia sol·licitat al seu llit de mort que es destruïssin els seus diaris. Jones, la principal beneficiària del seu testament, i Betty Mackereth van complir amb el seu desig, Mackereth va estripar els diaris, sense llegir-los, pàgina per pàgina i després els va incinerar. El seu testament va resultar ser contradictori en relació als seus altres papers privats i obres no publicades; els consellers legals van deixar l'assumpte a discreció dels seus marmessors literaris, els quals van decidir que el material no havia de destruir-se. Quan va morir, el 15 de febrer de 2001, Jones va deixar un milió de lliures per a la Catedral de Sant Pau de Londres, l'Abadia de Hexman i la Catedral de Durham.

## Producció creativa

### Joventut i primeres obres
And kneel upon the stone,
For we have tried
All courages on these despairs,
And are required lastly to give up pride,
And the last difficult pride in being humble. 
Des de la seva adolescència, Larkin va escriure «incessantment», tant poemes, inspirats en Eliot i W. H. Auden, com obres de ficció: va escriure cinc novel·les completes i les va destruir una per una poc després d'acabar-les. Quan estudiava a Oxford va publicar per primera vegada un poema, «Ultimatum», a la revista The Listener. En aquesta època va començar a utilitzar un pseudònim per les seves obres en prosa, Brunette Coleman: amb aquest nom va escriure dos relats, Trouble at Willow Gables i Michaelmas Term at St Brides (2002), a més d'una suposada autobiografia i un manifest creatiu, igualment fictici, anomenat «Per què escrivim». Richard Bradford ha escrit que aquestes curioses obres mostren «tres registres: indiferència cautelosa, enginyós simbolisme sobreescrit i una mica de Lawrence i de prosa que sembla revelar els sentiments involuntaris d'excitació sexual per part de l'autor».
Després d'aquestes obres, Larkin va començar la seva primera novel·la publicada, Jill (1946). Va ser publicada per Reginald A. Caton, un editor de pornografia tot just legal, que també publicava altres obres de ficció per cobrir les seves activitats principals. Quan Jill es trobava en la fase de preparació per a la seva publicació, Caton li va preguntar si també es dedicava a la poesia. Això va fer que tres mesos abans de la publicació de Jill es publiqués El vaixell del nord (1945), un recull de poemes escrits entre 1942 i 1944 que van mostrar una influència creixent de Yeats. Immediatament després d'acabar Jill, Larkin va començar a treballar en la novel·la Una noia a l'hivern (1947), que va completar el 1945. Faber and Faber va ser l'editorial encarregada de publicar-la i la novel·la va obtenir bones crítiques: The Sunday Times la va descriure com a posseïdora d'«una presentació exquisida i gairebé irreprotxable». En els anys següents va fer almenys tres intents d'escriure una tercera novel·la, però no va anar més enllà d'un començament sòlid.

### Maduresa
Swerving east, from rich industrial shadows

And traffic all night north; swerving through fields

Too thin and thistled to be called meadows,

And now and then a harsh-named halt, that shields

Workmen at dawn; swerving to solitude

Of skies and scarecrows, haystacks, hares and pheasants,

And the widening river’s slow presence,

The piled gold clouds, the shining gull-marked mud

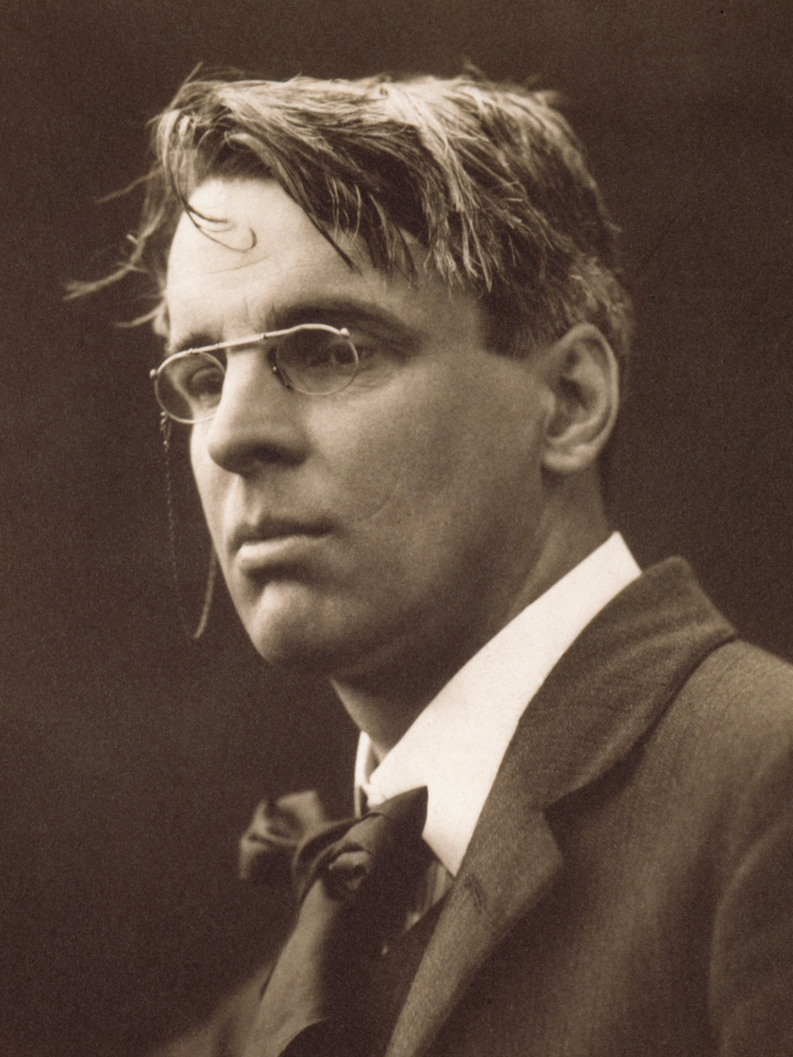
William Butler Yeats, els poemes del qual van influenciar Larkin a mitjans de la dècada de 1940.

Larkin va aconseguir la maduresa com a poeta durant els cinc anys que va passar a Belfast. Allà va escriure la majoria dels poemes de la seva següent col·lecció publicada, Un engany menor (1955), tot i que vuit dels vint poemes inclosos els havia escrit a finals de la dècada de 1940. En aquest període, també va realitzar els seus últims intents per escriure obres de ficció en prosa i va ajudar moltíssim el seu amic Kingsley Amis amb Lucky Jim, la seva primera novel·la publicada. A l'octubre de 1954, en un article de la revista The Spectator, es va usar per primera vegada el títol The Movement (El moviment) per descriure una tendència dominant en la literatura britànica de postguerra. El 1953, el PEN Club Internacional va publicar una antologia poètica i va incloure diversos poemes seus, juntament amb altres d'Amis i Robert Conquest, i Larkin va ser vist com a part del grup. El 1951, Larkin va compilar una col·lecció anomenada XX Poems, que havia imprès en privat, amb un tiratge de només cent còpies. Molts dels poemes publicats allà apareixerien en el seu següent volum publicat.
El novembre de 1955, The Marvell Press, una companyia independent de Hessle (prop de Hull) va publicar Un engany menor. Al principi el llibre va atreure poca atenció, però al desembre se'l va incloure en la llista dels Llibres de l'any de The Times. Des d'aquest moment va créixer la reputació del llibre i les vendes van augmentar al llarg de 1956 i 1957. Durant els seus primers cinc anys a Hull, la quantitat de treball va disminuir la seva producció a una mitjana de només dos poemes i mig a l'any, però, de tota manera, durant aquest període va escriure alguns dels seus poemes més reconeguts, com ara «Una tomba de Arundel »,«Les noces de Pentecosta »i «Aquí.
El 1963, Faber and Faber torna a publicar Jill, amb l'afegit d'una llarga introducció escrita per ell mateix que va incloure molta informació sobre els seus anys a Oxford i la seva amistat amb Kingsley Amis. El text va ser un preludi per al llançament, l'any següent, de Les noces de Pentecosta, el volum que va establir les bases de la seva reputació; gairebé immediatament després de la seva publicació va obtenir una pertinença a la Royal Society of Literature. En els anys següents, Larkin va escriure diversos dels seus poemes més cèlebres, ia partir de la dècada de 1970 va començar a redactar una sèrie de poemes més llargs i sobris, incloent «L'edifici» i «The Old Fools». Tots aquests poemes van aparèixer en la seva col·lecció final, Finestrals, publicada el juny de 1974. El seu ús més directe del llenguatge no va atreure elogis uniformes; no obstant això, va vendre més de vint mil còpies només en el primer any. Per a alguns crítics, representa un retrocés en relació als seus dos llibres anteriors, per bé que conté diverses de les seves peces més estimades, incloent «Aquest és el vers» i «L'explosió», a més del poema homònim al títol. «Annus Mirabilis» («Any de meravelles»), també d'aquest volum, conté l'observació esmentada sovint que la seva vida sexual havia començat el 1963, data que, segons el narrador, havia estat «molt tard per a mi»; tanmateix, havia començat la seva vida sexual el 1945. Bradford, recolzat per alguns comentaris de les memòries de Maeve Brennan, suggereix que el poema commemora el moment en què la relació de Larkin amb Brennan va passar de ser romàntica a sexual.
Més endavant el 1974, va començar a treballar en el seu últim poema important publicat, «Aubade». El va acabar el 1977 i va ser publicat al número del 23 de desembre de The Times Literary Supplement. Després de «Aubade», Larkin va escriure només un poema que ha atret l'atenció de la crítica, «Love Again», publicat de forma pòstuma i intensament personal.

### Estil poètic
I work all day, and get half-drunk at night.
Waking at four to soundless dark, I stare.
In time the curtain-edges will grow light.
Till then I see what's really always there:
Unresting death, a whole day nearer now,
Making all thought impossible but how
And where and when I shall myself die.

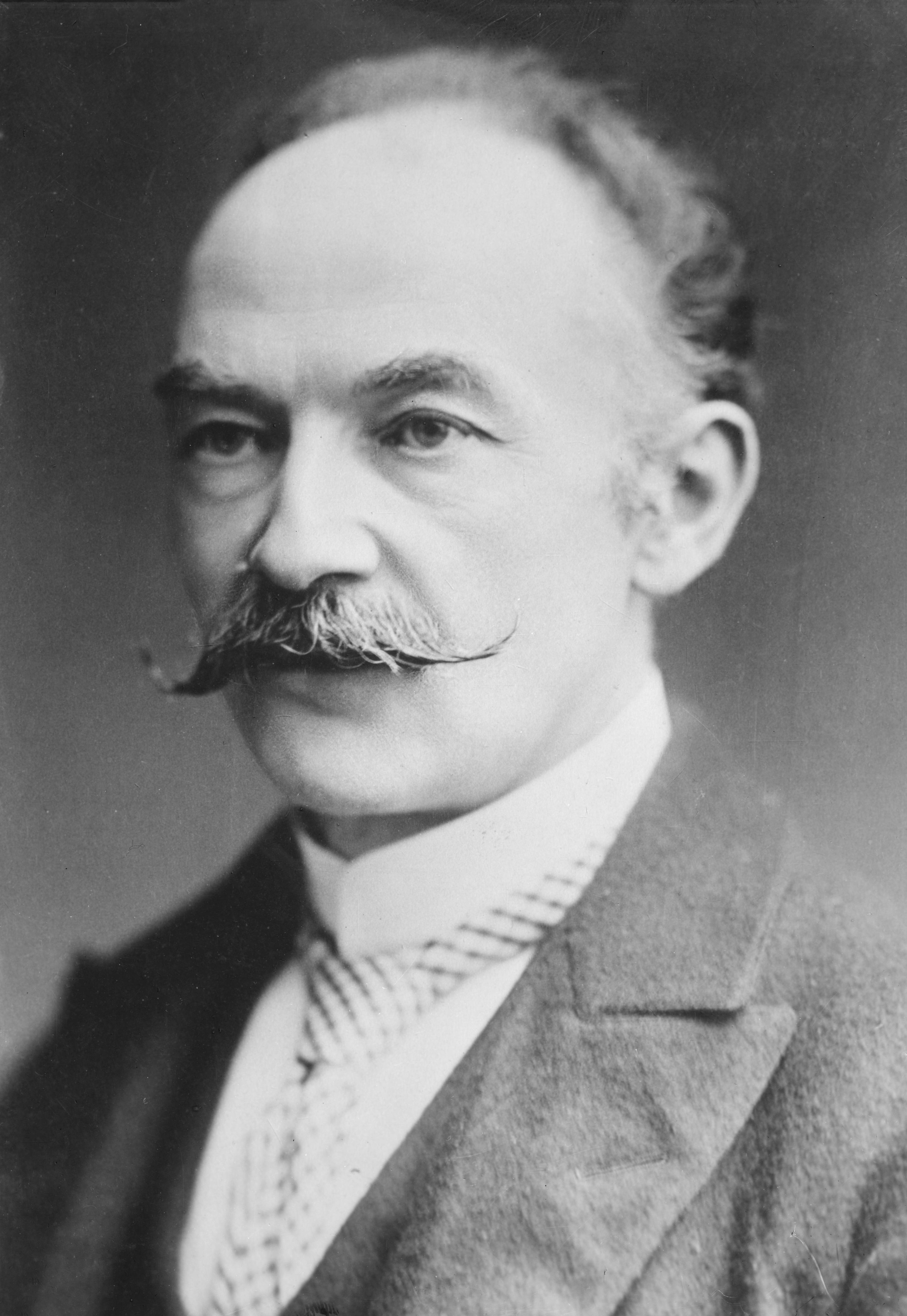
La poesia de Thomas Hardy va ser la influència que va ajudar Larkin a assolir el seu estil madur.

L'estil poètic de Larkin ha estat caracteritzat com una combinació d'«un estil ordinari i col·loquial, amb claredat, un to tranquil i reflectiu, subestimacions iròniques i un compromís directe amb les experiències trivials», mentre que Jean Hartley va resumir el seu estil com una «barreja picant de lirisme i descontentament».
Les seves primeres obres mostraven la influència d'Eliot, Auden i Yeats, i el desenvolupament de la seva identitat poètica madura a principis de la dècada de 1950 va coincidir amb la creixent influència de Thomas Hardy sobre ell. el seu estil «madur», evidenciat per primera vegada en Un engany menor, és «el d'un observador apartat, de vegades lúgubre i altres vegades tendre» que, en paraules de Hartley, observa «persones ordinàries fent coses ordinàries ». La seva personalitat poètica madura es destaca per la seva «senzillesa i escepticisme». Altres característiques recurrents de les obres de la seva maduresa són obertures sobtades i «formes de vers molt estructurades, però flexibles».
Terence Hawkes ha assenyalat que mentre la majoria dels poemes en El vaixell del nord són «de naturalesa metafòrica, molt embeguts en les lletres simbolistes de Yeats», el desenvolupament posterior de l'estil madur de Larkin «no és un pas de Yeats a Hardy, sinó una volta del moment yeatsià (la metàfora) dins d'un marc de l'estil de Hardy». Segons Hawkes, «els seus poemes giren al voltant de dues pèrdues: la pèrdua del modernisme, que es manifesta com 'el desig de trobar un moment d'epifania', i la pèrdua d'Anglaterra, o de l'Imperi Britànic, que requereix que Anglaterra es defineixi a si mateixa segons els seus propis termes quan abans es podia definir l''ésser britànic' en oposició amb una altra cosa ».
El 1972, Larkin va escriure el molt citat «Going, Going», un poema que expressa un fatalisme romàntic amb relació a la seva visió d'Anglaterra, típica dels seus últims anys. En el poema, prediu una completa destrucció del camp, i expressa un sentit idealitzat d'unió i identitat nacionals: «I Anglaterra se n'anirà ... persistirà en les galeries, però tot el que quedarà per a nosaltres serà formigó i pneumàtics ». El poema acaba amb una afirmació contundent: «Només crec que passarà, aviat».
El seu estil està lligat amb les temàtiques i àmbits als quals més va recórrer en els seus poemes, que inclouen la mort i el fatalisme, com en el seu últim poema important, «Aubade». El poeta Andrew Motion ha dit sobre aquests poemes que «la seva fúria o menyspreu sempre s'evidencien a través del seu llenguatge i de les satisfaccions del seu articulat control formal», i contrasta dos aspectes de la seva personalitat poètica: d'una banda, l'entusiasme pels «moments simbolistes» i la «narrativa lliurement imaginativa», i per l'altra banda la «factualitat sense remordiments» i la «cruesa del llenguatge». Motion defineix això com «una lluita de per vida entre oposats» i conclou assegurant que la seva poesia és típicament «ambivalent»: «Les seves tres col·leccions madures han desenvolupat actituds i estils d'audàcia imaginativa: en els seus prolongats debats amb la desesperació, donen testimoni d'àmplies simpaties, contenen passatges de bellesa sovint transcendental i demostren una inclusió poètica que té grans conseqüències per als seus hereus literaris ».

### Obres de no-ficció en prosa
Larkin fou un destacat crític de la modernitat en l'art i la literatura contemporanis. El seu escepticisme es mostra en la seva forma matisada i aclaridora a Required Writing, un recull de les seves crítiques a llibres i assajos, i en la seva forma inflamada i polèmica en la seva introducció a la seva col·lecció de crítiques de jazz, All What jazz, obtingudes de les 126 columnes escrites per a The Daily Telegraph entre 1961 i 1971. Aquestes crítiques són un atac al jazz modern i creixen fins a esdevenir una crítica total cap al modernisme en les arts. Malgrat la reputació que va adquirir a consciència com a enemic del modernisme, les crítiques recents envers les seves obres les han identificat com a posseïdores d'algunes característiques pròpies del modernisme.

## Llegat

### Crítiques a les seves obres

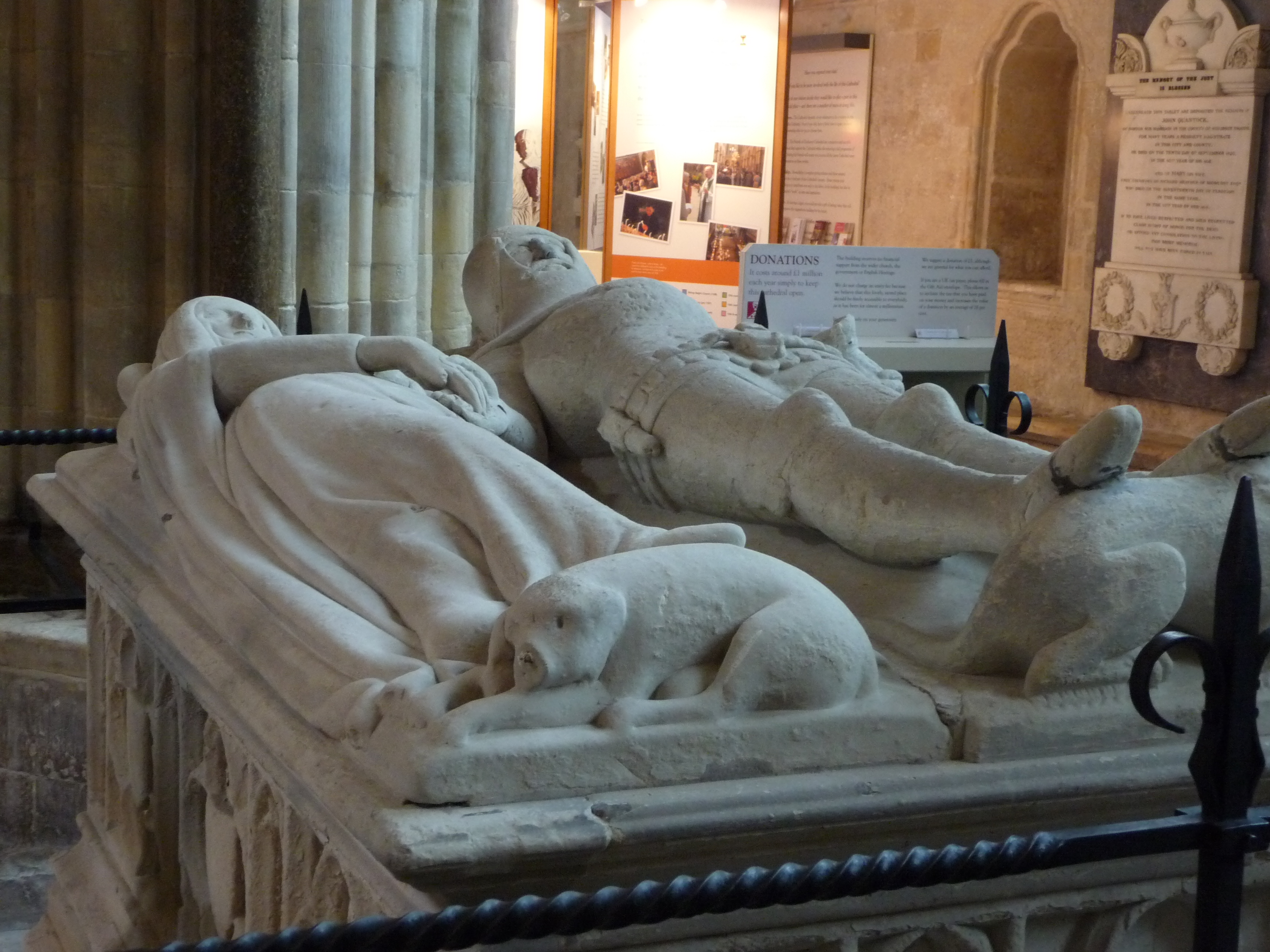
Aquesta tomba de Richard FitzAlan i la seva esposa Eleanor de Lancaster va servir d'inspiració per al poema «Una tomba d'Arundel».

Life is an immobile, locked,
Three-handed struggle between
Your wants, the world's for you, and (worse)
The unbeatable slow machine
That brings what you'll get. 
Quan va ser publicat per primera vegada, el 1945, El vaixell del nord, va rebre una sola crítica, al Coventry Evening Telegraph, que va concloure dient: «El Sr. Larkin té una visió interna que ha de buscar amb cura. La seva recòndita imatge està formada per frases que, al seu torn, compensen mitjançant una mena de bellesa malenconiosa les seves mancances de lucidesa. Els seus lectors han d'estar, en el present, confinats a un cercle petit. Arribaran les seves obres a un públic més ampli a mesura que la seva capacitat literària vagi millorant ?» Pocs anys després, però, el poeta i crític Charles Madge va llegir el llibre i va escriure el seu autor elogiant-lo. El 1966, quan es va rellançar la col·lecció, els editors van presentar el llibre com una obra de la seva joventut, i les crítiques van ser amables i respectuoses; Elizabeth Jennings de The Spectator va ser qui va brindar l'elogi més rotund, dient : «pocs qüestionaran el valor intrínsec de El vaixell del nord, o la importància que sigui reimprès. És bo saber que Larkin podia escriure tan bé sent tan jove».
The Times va ser el primer mitjà que va detectar Un engany menor i el va incloure en la seva Llista de Llibres de 1955. A partir d'aquest moment, va rebre diverses crítiques, la majoria ha posat èmfasi en l'impacte emotiu del llibre i en el seu llenguatge «enginyós i sofisticat». Els crítics de The Spectator van opinar que la col·lecció «podria arribar a ser la millor publicació en el país des de la guerra»; G. S. Fraser, en referència a l'associació amb The Movement, va assenyalar que l'autor va exemplificar «totes les coses bones d'aquest 'nou moviment' i cap dels seus defectes». El The Times Literary Supplement el va descriure com «un poeta d'importància excepcional», i al juny de 1956 el Times Educational Supplement li va donar el seu vistiplau: «Tan natiu com una ostra de Whitstable, tan precís en l'expressió del pensament i l'experiència contemporanis com qualsevol altra cosa escrita en la nostra època, tan immediat en la seva exhortació com la poesia lírica d'abans, podrà ser considerat per la posteritat com un monument poètic que marca el triomf sobre la mistificació sense forma en els últims vint anys. Amb la poesia de Larkin, és al camí de tornada vers el públic mitjà».
No obstant això, en el seu moment van existir reaccions negatives: David Wright va escriure a la revista Encounter que Un engany menor va patir de «la paràlisi d'escriure sobre allò segur»; a l'abril de 1957, Charles Tomlinson va escriure una columna per al diari Essays in Criticism, titulada «la musa mitjana», en la qual va atacar els poetes de The Movement per la seva «mitjana a escassa cultura», la seva« capacitat mental suburbana» i el seu« localisme», i va criticar el sentit de la derrota« protector» de Larkin en particular. El 1962 A. Alvarez, el compilador de l'antologia The New Poetry, va acusar el poeta de «pretensiós de pertànyer a l'elit i incapaç de solucionar els extrems violents de la vida contemporània».
Quan es va publicar Les noces de Pentecosta, Alvarez va continuar amb els seus atacs en una crítica a The Observer, en la qual es va queixar de la «circumspecció avorrida» de les temàtiques dels poemes de l'antologia. No obstant això, va elogiar les crítiques com a compensació. John Betjeman va opinar que l'autor havia «tancat la bretxa entre la poesia i el públic, que els experiments i la foscor dels últims cinquanta anys van fer tant per ampliar». A The New York Review of Books Christopher Ricks va escriure sobre el «refinament de l'autoconsciència, generalment impecable en la seva execució» i la seva capacitat per reunir «el món de tots, el lloc on, al final, trobem la nostra felicitat, o mai la trobem». Va assenyalar que en la seva opinió Larkin era el millor poeta de la Gran Bretanya en aquest moment.
En la seva biografia, Richard Bradford va escriure que les crítiques envers Finestrals mostraven una «admiració genuïna», però fa notar que la majoria va trobar problemes en descriure «al geni treballant» en poemes com ara «Annus Mirabilis», «L'explosió» i«L'edifici», i va explicar també per què els crítics creien que tots eren tan «radicalment diferents» l'un de l'altre. Robert Nye de The Times va superar aquest problema «tractant les diferències com màscares poc efectives davant d'una presència consistentment repugnant».
A Larkin at Sixty, entre els retrats d'amics i col·legues com ara Kingsley Amis, Noel Hughes i Charles Monteith i poemes dedicats escrits per John Betjeman, Peter Porter i Gavin Ewart, diversos crítics i poetes van analitzar les diferents fases de la producció literària de Larkin: Andrew Motion, Christopher Ricks i Seamus Heaney van analitzar els poemes, Alan Brownjohn les novel·les i Donald Mitchell i Clive James les seves crítiques de jazz.

### Crítiques a Larkin
Isolate rather this element
That spreads through other lives like a tree
And sways them on in a sort of sense
And say why it never worked for me 

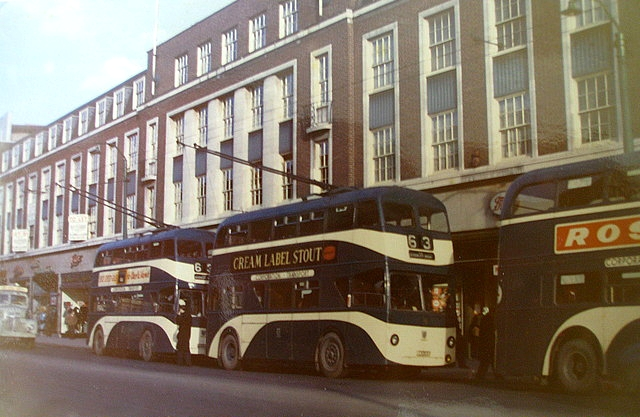
S. K. Chatterjee parla de la importància dels factors econòmics, sociopolítics i culturals en l'obra de Larkin.

El 1980, Neil Powell va escriure que «Potser és just dir que Philip Larkin és menys aclamat en els cercles acadèmics que Thom Gunn o Donald Davie». Malgrat això, en anys recents la seva imatge ha millorat i la seva obra ha estat analitzada amb més profunditat. En paraules de Tijana Stojkovic, «el poeta és un exemple excel·lent de l'estil pla en els temps moderns». Robert Sheppard va assenyalar que «hi ha un consens general sobre que la seva obra és exemplar». Segons Keith Tuma, «Larkin és el poeta més cèlebre i probablement el més reeixit de The Movement, la seva poesia va més enllà del que indica la seva reputació de pessimista sever i les seves anècdotes d'un home de classe mitjana decebut ».
El llibre  Philip Larkin : Subversive Writer (Philip Larkin : escriptor subversiu) de Stephen Cooper tracta el tema del caràcter canviant dels estudis de Larkin. Cooper assenyala que «La interacció de signes i motius en les primeres obres orquestra una subversió cap a les actituds convencionals que tenen respecte a la classe, el gènere, l'autoritat i el sexe». Cooper l'identifica com un escriptor progressiu, i percep en les cartes una «demanda per un concepte alternatiu de la masculinitat, la feminitat i l'organització social i política». Analitza les seves obres completes, incloent-hi la seva correspondència no publicada, per desmentir la seva imatge de reaccionari racista i misogin. En comptes d'això, identifica una «imaginació subversiva» en la persona de l'autor. En particular, destaca «el rebuig del poeta cap a la hipocresia de les polítiques sexuals convencionals, que dificulten les vides de tots dos sexes en proporcions iguals».
En un estil similar al de Cooper, Stephen Regan nota en un assaig titulat «Philip Larkin: a late modern poet» que aquest solia donar suport a instruments associats amb les pràctiques experimentals del modernisme, com ara «l'estranyesa lingüística, la literarietat autoconscient, l'autoqüestionament radical, els canvis sobtats de veu i registre, els punts de vista i perspectives complexes i la intensitat simbolista».
Una altra indicació d'aquesta nova direcció és l'opinió crítica de S. K. Chatterjee, que va dir que «Larkin ja no és només un nom, sinó una institució, un monument cultural nacional britànic modern». L'opinió que Chatterjee tenia sobre el poeta es basa en una anàlisi detallada del seu estil poètic. Va notar un desenvolupament des de les primeres obres fins a les últimes, amb un canvi en l'estil «des de l'opulència verbal a través d'un reconeixement de l'autoironia i l'autonegació del potencial del llenguatge fins a un domini lingüístic on el que sempre va ser incompatible (com les oposicions binàries tradicionals entre l'absolut i el relatiu, l'abstracte i el concret, les caigudes i els ascensos i l'individual i el múltiple) es descobreix com l'últim bloc d'un artista que aspira a créixer per sobre del punt mort del mundà». Això contrasta amb una antiga opinió, que assegurava que el seu estil amb prou feines havia canviat al llarg de la seva carrera poètica. Chatterjee identifica aquest punt de vista com a tipificat pel comentari de Bernard Bergonzi que «la poesia de Larkin no es va desenvolupar entre 1955 i 1974». No obstant això, per Chatterjee, la poesia respon en gran manera a «diversos factors econòmics, sociopolítics, literaris i culturals».
Chatterjee sosté que «El costat positiu de la visió de la vida de Larkin s'amaga sota el vernís derrotista de la seva poesia». Aquest positivisme, segons Chatterjee, s'evidencia de manera més notable en les seves últimes obres. Al llarg de la seva carrera poètica, «el desenvolupament actitudinal més notable es veu en la seva opinió sobre la vida, que va passar de ser gairebé irremeiablement ombrívola i pessimista' 'El vaixell del nord a ser cada vegada més i més positiva amb el pas del temps».
La idea que Larkin no va ser un nihilista o un pessimista, sinó que va demostrar optimisme en les seves obres, no és recolzada de manera universal, però l'extens estudi de Chatterjee suggereix el grau al qual estan transcendint els vells estereotips de la seva persona. Un exemple clàssic d'aquests estereotips és el judici de Bryan Appleyard (citat per Maeve Brennan) que els escriptors que «han adoptat una postura personal de pessimisme extrem i aversió cap al món […] Ningú no ha fet tant d'èmfasi en la petitesa i la trivialitat com Larkin l'home ». Les crítiques recents cap al poeta demostren un grup de valors més complex en els seus poemes i a través de la totalitat de les seves obres.
Matthew Johnson ha resumit el debat i ha observat que la majoria de les crítiques cap a ell «no analitzen realment l'home, sinó que discuteixen d'una manera codificada i implícita els suposats valors del 'ser britànic' que ell representa». Les diverses i canviants opinions sobre l'ésser britànic es reflecteixen en les opinions canviants cap Larkin i cap a l'interès intel·lectual més sostingut pel caràcter nacional anglès, com es demostra en les obres de Peter Mandler, que explica per què hi ha un augment en l'interès professional cap a Larkin.
Una altra opinió similar a les de Johnson i Regan és la de Robert Crawford, que sosté que «En diverses maneres, l'obra de Larkin depèn, i es desenvolupa, des del modernisme». A més, «demostra com n'és d'inexacta la paraula 'anglès'».
Malgrat aquestes anàlisis recents, Larkin i el seu cercle segueixen sent rebutjats pels crítics i poetes modernistes. Per exemple, el poeta Andrew Duncan, en una columna sobre The Movement que va escriure al seu lloc web, assenyala que «Sembla haver-hi un consens molt ampli sobre que va ser una cosa dolenta, i que els poemes de The Movement són tediosos, superficials, petulants, sentenciosos, morts emocionalment, etcètera. Els seus successors majoritàriament comparteixen diverses d'aquestes característiques. El llibre de Wolfgang Gortschacher a Little Magazine Profiles mostra que hi havia una gran escassetat de revistes durant la dècada del 1950, un empobriment de recursos que es relaciona amb la poesia rígida i conservadora, i amb l'hegemonia d'uns pocs determinats a excloure els dissidents».Peter Riley, un dels principals exponents del British Poetry Revival, que va ser una reacció en contra dels poetes de The Movement, també l'ha criticat per la seva posició poc crítica i estreta ideològicament: «Després de tot, Larkin i The Movement van ser una negació de l'ètica efusiva de la poesia des de 1795 en endavant, per plantejar 'Així és la vida en realitat' com si algú pensés per un segon a representar la 'vida' observable. W.S. Graham i Dylan Thomas sabien perfectament bé com era la 'vida', si ho poses en aquests termes, i és per aquesta raó que van arribar a tot arreu.

### Reputació pòstuma
La reputació pòstuma de Larkin es va veure profundament afectada per la publicació el 1992 de l'edició d'Anthony Thwaite de les seves cartes i, a l'any següent, de la seva biografia oficial, Philip Larkin: A Writer's Life per Andrew Motion. Aquests llibres van revelar la seva obsessió per la pornografia, el seu racisme, la seva creixent simpatia per la dreta política i les seves expressions verinoses habituals. El 1990, fins i tot abans de la publicació d'aquests dos llibres, Tom Paulin va escriure que «la seva obscenitat és plena de prejudicis que no són ordinaris, comuns o acceptables en el llenguatge poètic en què estan tan alegrement submergits». Les cartes i la biografia de Motion van alimentar més opinions d'aquest tipus, com el comentari de Lisa Jardine a The Guardian que «l'ésser britànic de la poesia de Larkin porta un bagatge d'actituds que ara les Selected Letters fan explícit ». D'altra banda, el novel·lista Martin Amis, a The War Against Cliché, va restar importància a aquests descobriments, amb l'argument que les cartes en particular no mostren més que una tendència del poeta d'adaptar les seves paraules segons el destinatari. Aquesta idea apareix desenvolupada en la biografia de Richard Bradford: aquest compara l'estil que utilitza en la seva correspondència amb l'escriptora Barbara Pym amb el qual va adoptar del seu antic amic de l'escola, Colin Gunner. Sobre Letters to Monica (2010) Graeme Richardson va assenyalar que aquesta col·lecció «col·labora, en certa forma, amb la restauració de la seva imatge tacada, ja que revela que aquest no és el sinistre gairebé violador de cor fosc del qual tots creien que era correcte abusar en la dècada de 1990».
L'escriptor Richard Palmer tracta de resoldre les opinions contradictòries sobre el racisme de l'autor en el seu llibre Such Deliberate Disguises: The Art of Philip Larkin, citant una carta que Larkin li va escriure a Betjeman. Segons Palmer, tot el furor sobre el 'racisme' que va sorgir després de la publicació de les cartes i de la biografia no té sentit:
| «               | «L'afroamericà tracta d'anar un pas més endavant que només es pot comparar amb la finalitat de l'esclavitud al segle xix. I malgrat els gossos, les mànegues i les cremades, ja s'han fet avenços perquè l'afroamericà tingui drets civils que haurien estat inconcebibles quan Louis Armstrong era un noi. Aquests avenços sens dubte continuaran. Només acabaran quan l'afroamericà tingui una bona llar, educació i assistència sanitària igual als de l'home blanc». | » |
| — Philip Larkin | |   |

En una ressenya del llibre de Palmer, John G. Rodwan, Jr va assenyalar que «Larkin també va escriure això: 'Veig l'estat de la nació molt terrorífic. En deu anys probablement ens ocultem sota els nostres llits mentre grups de negres roben tot el que poden '. I això: 'No anem a partits de cricket, hi ha molts maleïts negres'. Si aquestes declaracions no mostren un veritable racista ... ».
Malgrat la controvèrsia sobre la seva vida i opinions personals, Larkin continua sent un dels poetes més populars de Gran Bretanya. El 2003, gairebé dues dècades després de la seva mort, va ser triat com «el poeta més estimat de la Gran Bretanya» en una enquesta feta per la Poetry Book Society, y el 2008 The Times el va qualificar com el millor poeta britànic de la posguerra. Tres dels seus poemes, «Aquest és el vers», «Les noces de Pentecosta» i «Una tomba d'Arundel», van ser inclosos en la llista Nation 's Top 100 Poems (Els millors cent poemes de la nació) després de ser elegits pels espectadors del programa Bookworm de la BBC el 1995. Al segle xxi, l'interès dels mitjans per ell ha augmentat, la col·lecció Les noces de Pentecosta és un dels textos de poesia disponibles a l'Assessment and Qualifications Alliance English Literature, mentre que Finestrals es troba a l'organització Oxford, Cambridge and RSA Examinations. El 1995, deu anys després de la mort del poeta, es va fundar la Philip Larkin Society. El 2010 es van enganxar extractes dels seus poemes als autobusos de Hull.

### Enregistraments
In everyone there sleeps
A sense of life lived according to love.
To some it means the difference they could make
By loving others, but across most it sweeps
As all they might have done had they been loved.
El 1959, The Marvell Press va publicar Listen presents Philip Larkin reading The Less Deceived (Listen presenta Philip Larkin llegint Un engany menor), un enregistrament en LP on l'autor recita tots els poemes d'Un engany menor en l'ordre en què apareixen en el volum imprès. El 1965, el va seguir Philip Larkin reads and comments on The Whitsun Weddings (Philip Larkin llegeix i comenta Les noces de Pentecosta), novament amb la companyia d'enregistraments de The Marvell Press (tot i que Faber i Faber publicaria el volum imprès). Novament llegeix els poemes en el mateix ordre en què apareixen a la versió impresa, però en aquest cas realitza comentaris introductoris abans de la majoria. El 1975, la companyia Argo va publicar un enregistrament en què el poeta llegeix els poemes de la seva última col·lecció, Finestrals, amb el títol British poets of our time. Philip Larkin, High Windows: poems read by the author (Poetes britànics de la nostra època. Philip Larkin; Finestrals: poemes llegits per l'autor), editada per Peter Orr. Com en els dos enregistraments anteriors, la seqüència dels poemes és igual a la del llibre imprès.
Larkin també apareix en diverses antologies de poesia en versió àudio: a The Jupiter Anthology of 20th Century English Poetry - Part III (L'antologia Júpiter de la poesia anglesa del segle XX - Part III), publicada 1963, es van incloure «Una tomba d'Arundel» i «Sr Bleaney »(el 1967 es va llançar aquest mateix enregistrament als Estats Units, per la companyia Folkways, amb el títol Anthology of 20th Century English Poetry - Part III - Antologia de la poesia anglesa del segle XX - Part III-); a The Poet Speaks (El poeta parla), de 1968, es van incloure els poemes «Wants», «Coming», «Nothing to be Said», «Dies» i «Dockery and Son"; ; a On Record, publicada el 1974 per Yorkshire Arts Association, van aparèixer «Aquí», «Dies», «El següent, si us plau», «Vents de casament», «Les Noces de Pentecosta», «XXX» y «XIII» (aquests darrers dos poemes pertanyents a El vaixell del nord); i a Douglas Dunn and Philip Larkin, publicada el 1984 per Faber and Faber, es pot sentir l'autor llegint tretze poemes, entre els quals s'inclou, per primer cop en una gravació, «Aubade».
Malgrat el fet que Larkin va fer enregistraments d'àudio de les seves tres col·leccions més importants i enregistraments separats de grups de poemes per a altres antologies en el mateix format, va obtenir una reputació de poeta reticent a realitzar enregistraments on llegia les seves pròpies obres. Tot i que va expressar el seu disgust pel so de la seva pròpia veu («Sóc de Coventry, entre la sensibleria de Leicester i el to queixós de Birmingham, saps, de vegades això es nota»), l'evidència indica que aquest detall va evitar que donés lectures públiques de les seves pròpies obres, però no li molestava fer enregistraments en àudio dels seus poemes.
El 1980, el Poets' Audio Center, de Washington, va convidar Larkin per tal que gravés una selecció de poemes, del rang complet de la seva producció poètica publicada en una cinta de casset de la Watershed Foundation. Va realitzar l'enregistrament al febrer del 1980 (ell mateix va cobrir les despeses) con la ayuda de John Weeks, un ingeniero de sonido colega de la Universidad de Hull. Per bé que les negociacions entre l'autor, els seus editors i la Watershed Foundation no van reeixir, el 1981 va poder vendre l'enregistrament en la que llegeix vint-i-sis poemes seleccionats dels seus quatre volums canònics de poesia, a la Sala de Poesia de la Universitat Harvard. El 2004, es va trobar una còpia d'aquest enregistrament en l'estudi de l'enginyer que l'havia ajudat a fer-la; més tard, la còpia del mateix Larkin va aparèixer a l'arxiu homònim de la Universitat de Hull. La noticia del «descubrimiento» de la grabación llegó a la prensa en 2006, y se incluyeron extractos del reporte en un informe de Sky News. El març del 2008, la BBC Radio 4 va emetre un programa en què es va examinar amb més profunditat el descobriment, amb el títol deThe Larkin Tapes (Les cintes de Larkin). Faber and Faber va llançar els enregistraments en forma de CD al gener del 2009, amb el títol The Sunday Sessions (Les sessions dominicals).
En contrast amb el gran nombre de cintes d'àudio en què Larkin va aparèixer llegint les seves pròpies obres, l'autor va realitzar molt poques aparicions en televisió. L'únic programa en què va acceptar participar va ser Down Cemetery Road (1964), de la sèrie Monitor de la BBC, on va ser entrevistat per John Betjeman. La filmació es va dur a terme en i al voltant de Hull i a North Lincolnshire, i ho va mostrar en el seu entorn natural: al seu apartament a Pearson Park, a la biblioteca Brynmor Jones i en visites a esglésies i cementiris. BBC Four ha emès la pel·lícula recentment.
El 1982, com a part de les celebracions del seu seixantè aniversari, Larkin va ser el tema del programa The South Bank Show. Si bé va rebutjar la invitació per aparèixer al programa, va enregistrament «molts poemes» en cinta especialment per a The South Bank Show. Melvyn Bragg va comentar sobre el programa que el poeta havia cooperat totalment. L'episodi, emès el 30 de maig, va comptar amb contribucions de Kingsley Amis, Andrew Motion i Alan Bennett. Bennett també va ser filmat llegint diversos poemes de l'homenatjat pocs anys més tard, en una edició de Poetry in Motion, emès pel Channel 4 el 1990.

### Obres de ficció basades en la seva vida
El 1999, Oliver Ford Davies va protagonitzar l'obra de teatre de Ben Brown Larkin With Women al Teatre Stephen Joseph, Scarborough, i va tornar a encarnar el seu personatge al Teatre Orange Tree, de Londres, el 2006. Faber and Faber, la principal editorial de les obres de Larkin, va publicar l'obra. Ambientada en les tres dècades posteriors a l'arribada del poeta a Hull, explora les seves llargues relacions amb Monica Jones, Maeve Brennan i Betty Mackereth. A la tarda del dissabte 29 de juny del 2002, Sir Tom Courtenay va realitzar una preproducció d'una altra obra relacionada amb ell, un monòleg anomenat Pretending to Be Me, al Middleton Hall de la Universitat de Hull. Més tard va incloure l'obra en el programa de la Segona Conferència Internacional sobre l'Obra de Philip Larkin a Hull, i al novembre d'aquest any, la va presentar al West Yorkshire Playhouse, i després la va transferir al Comedy Theatre del West End londinenc. El 2005 es va llançar una versió en àudio de l'obra, basada en les seves cartes, entrevistes, diaris i poemes. El juny de 2010, Courtenay va tornar a la Universitat de Hall per interpretar una nova versió revisada de Pretending to Be Me, titulada Larkin Revisited, amb l'objectiu de col·laborar amb la campanya per construir una estàtua de l'homenatjat per al festival Larkin 25.
El juliol del 2003, BBC Two va emetre una obra titulada Love Again (el títol es correspon amb el d'un dels poemes més personals i dolorosos de l'autor) en la qual es van tractar els seus últims trenta anys de vida, tot i que no es va enregistrar prop de Hull. Va ser protagonitzada per Hugh Bonneville, i aquest mateix any el Channel 4 va emetre el documental Philip Larkin, Love and Death in Hull.
A l'abril de 2008, la BBC Radio 4 va transmetre una obra de Chris Harrald titulada Mr Larkin s Awkward Day, en la qual es parla sobre la broma que li va fer el 1957 el seu amic Robert Conquest, també poeta.
El 1946, Edmund Crispin, un amic de la universitat i l'especialista en òrgans de St John s, va escriure una novel·la de detectius ambientada a Oxford i titulada The Moving Toyshop, en la qual un professor de literatura anglesa observa, en rebre un assaig titulat «La influència Sir Gawain sobre Empèdocles a Etna d'Arnold»: «Déu meu. Ha de ser Larkin: el cercador més infatigable de correspondència sense sentit que el món hagi conegut ».

## Llista d'obres

### Poesia
- The North Ship.  The Fortune Press. ISBN 978-0-571-10503-8.
- XX Poems.  Impressió privada.
- The Less Deceived.  The Marvell Press. ISBN 978-0-900533-06-8.
  - "Church Going"
  - "Toads"
  - "Maiden Name"
  - "Born Yesterday" (escrit pel naixement de Sally Amis)
  - "Lines on a Young Lady's Autograph Album"
- The Whitsun Weddings.  Faber and Faber. ISBN 978-0-571-09710-4.
  - "The Whitsun Weddings" (poema)
  - "An Arundel Tomb"
  - "A Study of Reading Habits"
  - "Home is So Sad"
  - "Mr Bleaney"
- High Windows.  Faber and Faber. ISBN 978-0-571-11451-1.
  - "This Be The Verse"
  - "Annus Mirabilis"
  - "The Explosion"
  - "The Building"
  - "High Windows" (poema)
- Collected Poems – Edició de 1988.  Faber and Faber. ISBN 0-571-15386-0.
  - "Aubade" (primera publicació 1977)
  - "Party Politics" (darrer poema publicat)
  - "The Dance" (Sense acabar i sense publicar)
  - "Love Again" (Sense acabar)
- Collected Poems – edició del 2003.  Faber and Faber. ISBN 978-0-571-21654-3.
  - The North Ship
  - The Less Deceived
  - The Whitsun Weddings
  - High Windows
  - Dos apèndixs de tots els altres poemes publicats, incloent XX Poems.

- Burnett, Archie, ed. (2012), The Complete Poems, Faber and Faber, ISBN 978-0-571-24006-7

### Ficció
- Jill.  The Fortune Press. ISBN 978-0-571-22582-8.
- A Girl in Winter.  Faber and Faber. ISBN 978-0-571-22581-1.
- James Booth. "Trouble at Willow Gables" and Other Fiction 1943–1953.  Faber and Faber. ISBN 0-571-20347-7.

### No-ficció
- All What Jazz: A Record Diary 1961–1971.  Faber and Faber. ISBN 978-0-571-13476-2.
- Required Writing: Miscellaneous Pieces 1955–1982.  Faber and Faber. ISBN 978-0-571-13120-4.
- Further Requirements: Interviews, Broadcasts, Statements and Book Reviews 1952–1985.  Faber and Faber. ISBN 978-0-571-21614-7.
- Larkin, Philip. 'A Lifted Study-Storehouse': The Brynmor Jones Library 1929–1979, posat al dia el 1985.  Hull University Press, 1979, p. . ISBN 0-85958-561-1. «The Brynmor Jones Library 1929–1979»
- The Oxford Book of Twentieth Century English Verse.  Oxford University Press. ISBN 978-0-19-812137-4.
- Selected Letters of Philip Larkin, 1940–1985.  Faber and Faber. ISBN 0-571-17048-X.
- Letters to Monica.  Faber and Faber. ISBN 0-571-23909-9.

## Traduccions al català
- Aquí: trenta poemes; versió de Josep M. Jaumà; pròleg de José M. Valverde. Barcelona: Poesia del segle XX (Edicions del Mall, 1986); 13 Edició bilingüe. ISBN 84-7456-375-5
- Una Noia a l'hivern ("A girl in winter"); traducció de: Jordi Arbonès. Vic : EUMO Editorial, 1990. ISBN 8476021704
- Finestrals ("High windows"). Traducció i pròleg de Marcel Riera. Labreu Edicions. Col·lecció Alabatre, 14. ISBN 978-84-937152-1-2
- Cinc poemes de Philip Larkin dins Quaderns Crema (Barcelona), núm. 6, 1982, p. 17-35. versió de Josep M. Jaumà. Els cinc poemes traduïts formen part del recull 'The Whitsun Weddings' (Faber and Faber, 1964): "Mr. Bleaney", "Dockery and son" ("Dockery i fill"), "Faith healing" ("La fe que cura"), "Naturally the foundation will bear your expenses" ("La fundació, naturalment, carregarà amb les despeses"), "Self's the man" ("Cadascú el mateix"). Inclou l'original anglès i la traducció al català.
- "Comming" ("Vinguda"); "Next, please" ("El següent, si us plau"); "Wants" ("Anhels"); "Born yesterday" ("Nascuda ahir"); "At gras" ("Pasturant l'herba") / Philip Larkin; Traducció Judith Willis - Toni Turull. Publicat a:	Reduccions. Vic, Núm. 39 (1988, Novembre), p. 36-47. Disponible en línia aquí

### Llibres
- Banville, John (2006). Homage to Philip Larkin, The New York Review of Books, 23 de febrer del 2006.
- Bloomfield, B. C.. Philip Larkin A Bibliography 1933–1994.  Londres: British Library, 2002. ISBN 0-7123-4747-X.
- Bowen, Phil. A Gallery to Play To: The Story of the Mersey Poets.  Liverpool: Liverpool University Press, 2008. ISBN 1-84631-125-X.
- Bradford, Richard. First Boredom Then Fear: The Life of Philip Larkin.  Londres: Peter Owen, 2004. ISBN 0-7206-1147-4.
- Brennan, Maeve. The Philip Larkin I Knew.  Manchester: Manchester University Press, 2002. ISBN 0-7190-6275-6.
- Chatterjee, Sisir Kumar. Philip Larkin: Poetry That Builds Bridges.  New Delhi: Atlantic Publishers, 2006. ISBN 81-269-0606-5.
- Cooper, Stephen. Philip Larkin: Subversive Writer.  Brighton: Sussex Academic Press, 2004. ISBN 1-84519-000-9.
- The Cambridge Companion to Twentieth-Century English Poetry.  Cambridge: Cambridge University Press, 2007. ISBN 0-521-87081-X.
- Crawford, Robert. Devolving English Literature.  Edimburg: Edinburgh University Press, 2000. ISBN 0-7486-1429-X.
- Gilroy, John. «Larkin in the Dock». A: About Larkin, Abril del 2008, p. 25–27.
- Goodman, Richard «About Larkin». The Newsletter of the Philip Larkin Society, 4, 10-1997, pàg. 4–11. ISSN: 1362-542X.
- Hartley, Jean. Philip Larkin, the Marvell Press and Me.  Manchester: Carcanet Press, 1989. ISBN 0-85635-838-X.
- Hawkes, Terence. Textual Practice.  Cambridge: Routledge, 1994. ISBN 0-415-11098-X.
- Ingelbien, Raphael. Misreading England: Poetry and Nationhood Since the Second World War.  Amsterdam: Rodopi, 2002. ISBN 90-420-1123-8.
- James, Clive. An Affair of Sanity: Philip Larkin Arxivat 2011-09-29 a Wayback Machine., The Observer, 25 de novembre del 1983.
- Johnson, Matthew. Ideas of Landscape: An Introduction.  Oxford: Blackwell Publishing, 2007. ISBN 1-4051-0159-8.
- Moran, Eugene V,. A People's History of English and American Literature.  Nova York: Nova, 2002. ISBN 1-59033-303-9.
- Motion, Andrew. Philip Larkin: A Writer's Life.  Londres: Faber and Faber, 1993. ISBN 0-571-17065-X.
- Motion, Andrew (2005). "Philip Larkin" in Bayley, John and Carey, Leo (eds). The Power of Delight: A Lifetime in Literature: Essays, 1962–2002. W. W. Norton & Company. ISBN 0-393-05840-9
- Orwin, James. «Serious Earth: Philip Larkin's American Tape (The Watershed recording)». A: About Larkin, abril del 2008, p. 20–24.
- Osborne, John. Larkin, Ideology and Critical Violence: A Case of Wrongful Conviction.  Basingstoke: Palgrave Macmillan, 2008. ISBN 978-1-4039-3706-3.
- Paulin, Tom (1990). "Into the Heart of Englishness," The Times Literary Supplement, juliol del 1990, reproduït a Regan, Stephen (ed.) (1997). Philip Larkin. Palgrave Macmillan, pp. 160–177.
- Powell, Neil. Carpenters of Light.  Lanham: Rowman & Littlefield, 1980. ISBN 0-06-495665-2.
- Regan, Stephen. Philip Larkin.  Basingstoke: Palgrave Macmillan, 1997. ISBN 0-312-17349-0.
- Sheppard, Robert. The Poetry of Saying: British Poetry and its Discontents, 1950–2000.  Liverpool: Liverpool University Press, 2005. ISBN 0-85323-819-7.
- Stojkovic, Tijana. Unnoticed in the Casual Light of Day: Philip Larkin and the Plain Style.  Nova York: CRC Press, 2006. ISBN 0-415-97549-2.
- Swarbrick, Andrew. Out of Reach: The Poetry of Philip Larkin.  Basingstoke: Palgrave Macmillan, 1995. ISBN 0-312-12545-3.
- Larkin at Sixty.  Londres: Faber and Faber, 1982. ISBN 0-571-11878-X.
- Anthology of Twentieth-Century British and Irish Poetry.  Nova York: Oxford University Press, 2001. ISBN 0-19-512894-X.

### Àudio i televisió
- «Pretending to be me : Philip Larkin, a portrait», ℗2005. [Consulta: 5 setembre 2022].
- Harrald, Chris. Mr Larkin's Awkward Day Arxivat 2008-06-28 a Wayback Machine., BBC Radio 4, 29 d'abril del 2008. Repetit a BBC Radio 4, 25 de gener del 2010.
- «The Sunday sessions : Philip Larkin reading his poetry.», ℗2009. [Consulta: 5 setembre 2022].